# Juzary
Juzary, pseudonimo di Juryj Naŭrocki (in bielorusso Юрый "Юзары" Наўроцкі?; Minsk, 11 maggio 1991), è un cantante bielorusso.
Ha rappresentato la Bielorussia all'Eurovision Song Contest 2015 insieme a Maimuna ma i due non hanno guadagnato la finale.